# Superliga de fútbol femenino 2005-06
La Superliga de Fútbol 2005-06 fue la XVIII edición de la Primera División Femenina de España, organizada por la RFEF.
El RCD Espanyol se hizo con su primer y único título de liga en su historia.

## Clasificación final
| Pos | Equipo              | J  | G  | E | P  | GF | GC | PTS |
| --- | ------------------- | -- | -- | - | -- | -- | -- | --- |
| 1   | RCD Espanyol        | 24 | 20 | 0 | 4  | 80 | 25 | 60  |
| 2   | Sevilla FC          | 24 | 19 | 3 | 2  | 78 | 37 | 60  |
| 3   | Levante UD          | 24 | 17 | 4 | 3  | 65 | 15 | 55  |
| 4   | Rayo Vallecano      | 24 | 15 | 3 | 6  | 58 | 36 | 48  |
| 5   | Athletic Club       | 24 | 13 | 2 | 9  | 52 | 46 | 41  |
| 6   | CF Irex Puebla      | 24 | 11 | 1 | 12 | 37 | 53 | 34  |
| 7   | CFF Estudiantes     | 24 | 9  | 5 | 10 | 45 | 38 | 29  |
| 8   | FC Barcelona        | 24 | 8  | 4 | 12 | 39 | 51 | 28  |
| 9   | SD Lagunak          | 24 | 8  | 2 | 14 | 34 | 47 | 26  |
| 10  | AD Torrejón CF      | 24 | 7  | 4 | 13 | 47 | 55 | 25  |
| 11  | Oviedo Moderno      | 24 | 6  | 4 | 14 | 41 | 60 | 22  |
| 12  | Transportes Alcaine | 24 | 5  | 3 | 16 | 31 | 67 | 18  |
| 13  | Gijón FF            | 24 | 0  | 1 | 23 | 19 | 96 | 1   |
| -   | CE Sabadell         | -  | -  | - | -  | -  | -  | -   |

|  | Clasificación para Copa de la UEFA Femenina y la Copa de la Reina |
|  | Clasificación para la Copa de la Reina                            |
|  | Desciende a Primera Nacional                                      |

### Ascensos a la Superliga
- Sporting de Huelva
- Atlético de Madrid Féminas
- Real Sociedad (asciende tras el descenso administrativo del CFF Estudiantes por impagos)[5]

## Goleadoras
| # | Jugadora   | Equipo         | Goles |
| - | ---------- | -------------- | ----- |
| 1 | Auxi       | Sevilla FC     | 29    |
| 2 | Sara Serna | RCD Espanyol   | 20    |
| 3 | Adriana    | RCD Espanyol   | 18    |
| 4 | Natalia    | Rayo Vallecano | 15    |
| 5 | Conchi     | CF Irex Puebla | 15    |